# Rugby Viadana
El Rugby Viadana es un club italiano de rugby de la localidad de Viadana, fundado en 1970. El club alcanzó por primera vez la máxima categoría del rugby italiano en 1999, y en 2002 consiguió el título de campeón por primera vez.
El club ha disputado el título de liga cada año durante la última década, alcanzando 4 finales, de las cuales solo venció la primera, en 2002, cayendo derrotado en 2007, 2009 y 2010.
En el año 2010 la Magners League llegó a un acuerdo con la Federación Italiana de Rugby para que 2 equipos italianos entrasen a formar parte del campeonato junto a los equipos de Irlanda, Gales y Escocia. Para tal ocasión se creó una franquicia con su base en Viadana, llamado Aironi Rugby, cuyo núcleo principal es el propio club Rugby Viadana, cuya participación en el proyecto es del 54%.
Debido a la implicación de los jugadores del club en Aironi Rugby a partir de la temporada 2010/11, Rugby Viadana ya no competirá en la división de honor italiana, y mantendrá tan solo un equipo sénior en categorías amateur.
A partir de la temporada 2012/13, tras la disolución de Aironi Rugby, Viadana rugby participar de nuevo en el campeonato italiano.

## Títulos
- Liga Italiana de Rugby (1): 2001-02
- Copa Italiana de Rugby (6): 1999-00, 2002-03, 2006-07, 2012-13, 2015-16, 2016-17.
- Supercopa Italiana de Rugby (1): 2007